# Psychopathic Terror
Psychopathic Terror ist eine finnische Metal-Band aus Tampere, die 2003 gegründet wurde.

## Geschichte
Die Band wurde Anfang 2003 gegründet. Im Sommer desselben Jahres wurde das Debütalbum aufgenommen, das im Juli 2006 bei dem finnischen Label Serpent’s Eye Distribution erschien. Der Vertrieb wurde weltweit von Firebox Records übernommen. Das zweite Album 230204 wurde im November 2008 bei dem spanischen Label Temple of Darkness Records veröffentlicht. Es wurde in Finnland bei Firebox Records und weltweit bei Code7 und Plastic Head Distribution vertrieben. Nach den beiden Alben Revolt (2011) und 4: You Shall Not Destroy (2013) folgte 2015 das Album War Against the Global Maze of Tyranny bei Dark Blasphemies Records.

## Stil
Olvido von Metal.de schrieb über 230204, dass hierauf der klassische Death Metal, den Johansson und Ilvespakka bereits in den 1990er Jahren zusammen mit Depravity gespielt hätten, wieder auflebt. Die Musik erinnere vor allem stark an die von Unleashed und Bolt Thrower. Die Songs seien, außer bei einem schnellen Schlagzeugintro, fast immer im mittleren Geschwindigkeitsbereich. Vielmehr fokussiere man sich auf den Groove, indem man rifforientiert vorgehe. Wes Rhodes von voicesfromthedarkside.de rezensierte das Album ebenfalls und zog Vergleiche zu Nasum und Necrony und beschrieb die Musik als aggressiven Grindcore, Death Metal und Goregrind. Zudem würde die Musik auch gut zu einer Band wie Napalm Death passen. Anders Peter Jørgensen, ebenfalls von voicesfromthedarkside.de, schrieb zu 4: You Shall Not Destroy, dass die Band sich inzwischen vom damals gespielten klassischen Mix aus Thrash- und Death-Metal entfernt hat und nun auch Industrial-Metal-Einflüsse einarbeite. Letztere würden vor allem in Passagen mit elektronischen Klängen deutlich. Die Industrial-Elemente würden die Songs jedoch nicht nach typischem Industrial klingen lassen, sondern eher nach einer Art „Ambient Techno“. Die Musik insgesamt sei aggressiv und gelegentlich verarbeite man auch Einflüsse aus dem Grindcore in den Songs. Die Texte würden meist ernste Themen behandeln. Der Bass klinge stark verzerrt, das Schlagzeug klinisch.

## Diskografie
- 2006: Fucker (Album, Serpent’s Eye Distribution)
- 2008: 230204 (Album, Temple of Darkness Records)
- 2011: Revolt (Album, Eigenveröffentlichung)
- 2013: 4: You Shall Not Destroy (Album, Eigenveröffentlichung)
- 2015: War Against the Global Maze of Tyranny (Album, Dark Blasphemies Records)